# Troleibuzele din Iași
Rețeaua de troleibuz din Iași a asigurat transportul electric din oraș. Rețeaua a fost inaugurată în 1 mai 1985 și a fost închisă în 4 martie 2006.

## Istorie
Troleibuzele din Iași și-au început activitatea la 1 mai 1985. Rețeaua avea 23 km lungime. Ultima linie de troleibuz 43 a fost închisă pe data de 4 martie 2006. 46 de troleibuze au fost deținute pentru a opera această linie. După dezafectare, 29 troleibuze au rămas în depou dacă ar trebui să mai fie nevoie din nou de troleibuze.

## Linii
În Iași au existat 5 linii de troleibuz. Acestea erau:
41: Copou - CUG 2
42: Copou - Complex Tudor Vladimirescu
43: Păcurari - CUG 1
44: Piața Dacia - CUG 1
46: Piața Mihai Eminescu - Bucium

## Flotă
| Producător/Model | Număr vehicule | Numere de parc       | Achiziționat | Retras | Note                                                                       |
| ---------------- | -------------- | -------------------- | ------------ | ------ | -------------------------------------------------------------------------- |
| Roman 112 E      | 10             | 601-610              | 1985         | 1987   | 4 unități de marfă ex-ITB București 6 unități de pasageri ex-ITC Constanța |
| DAC 117 E        | 45             | 401-445              | 1985-1988    | 2006   | Troleibuze articulate, unele au fost scurtate                              |
| DAC/Rocar 217E   | 14             | 446-450, 401II-409II | 1993         | 2006   | Troleibuze articulate, unele au fost scurtate                              |
| Rocar 212E/312E  | 12             | 501-512              | 1993-1997    | 2006   | #512 era un Rocar 312E                                                     |
| Škoda 14Tr       | 12             | 601II-610II, 611-612 | 2001-2003    | 2006   | Ex-Brno, Plzeň                                                             |

### Galerie foto

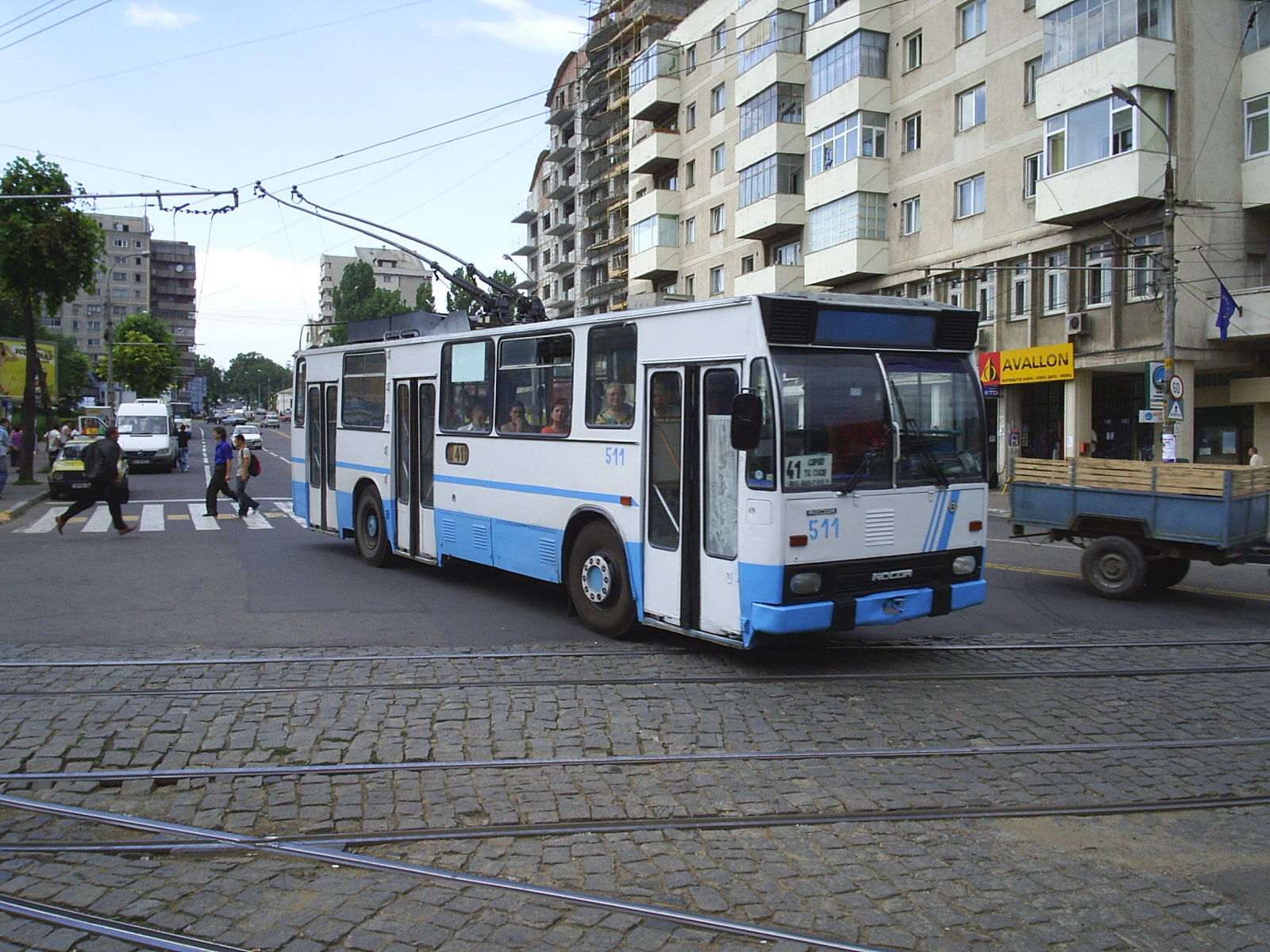
Troleibuz Rocar DAC 212E
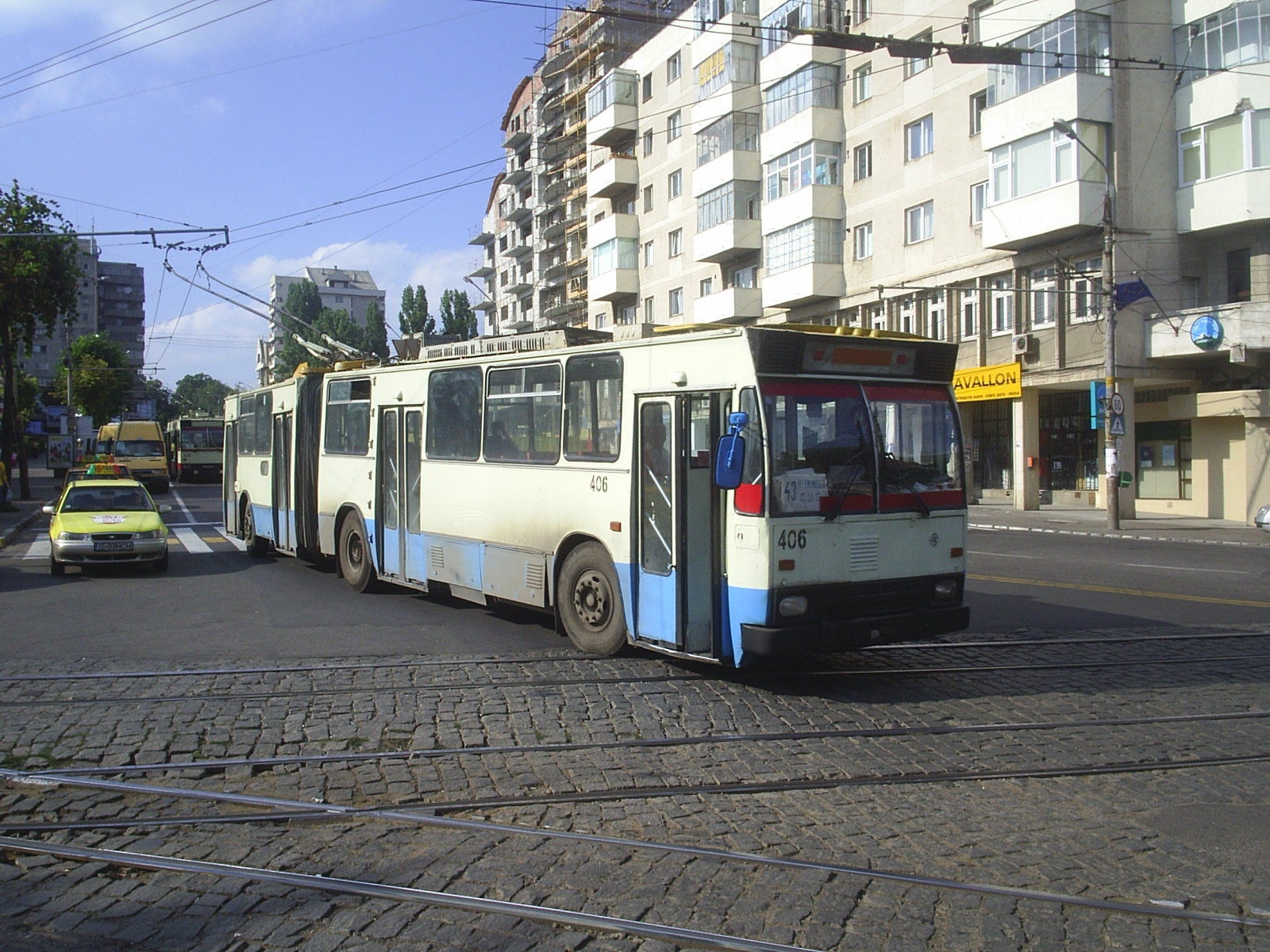
Troleibuz articulat Rocar DAC 217 E din 1994
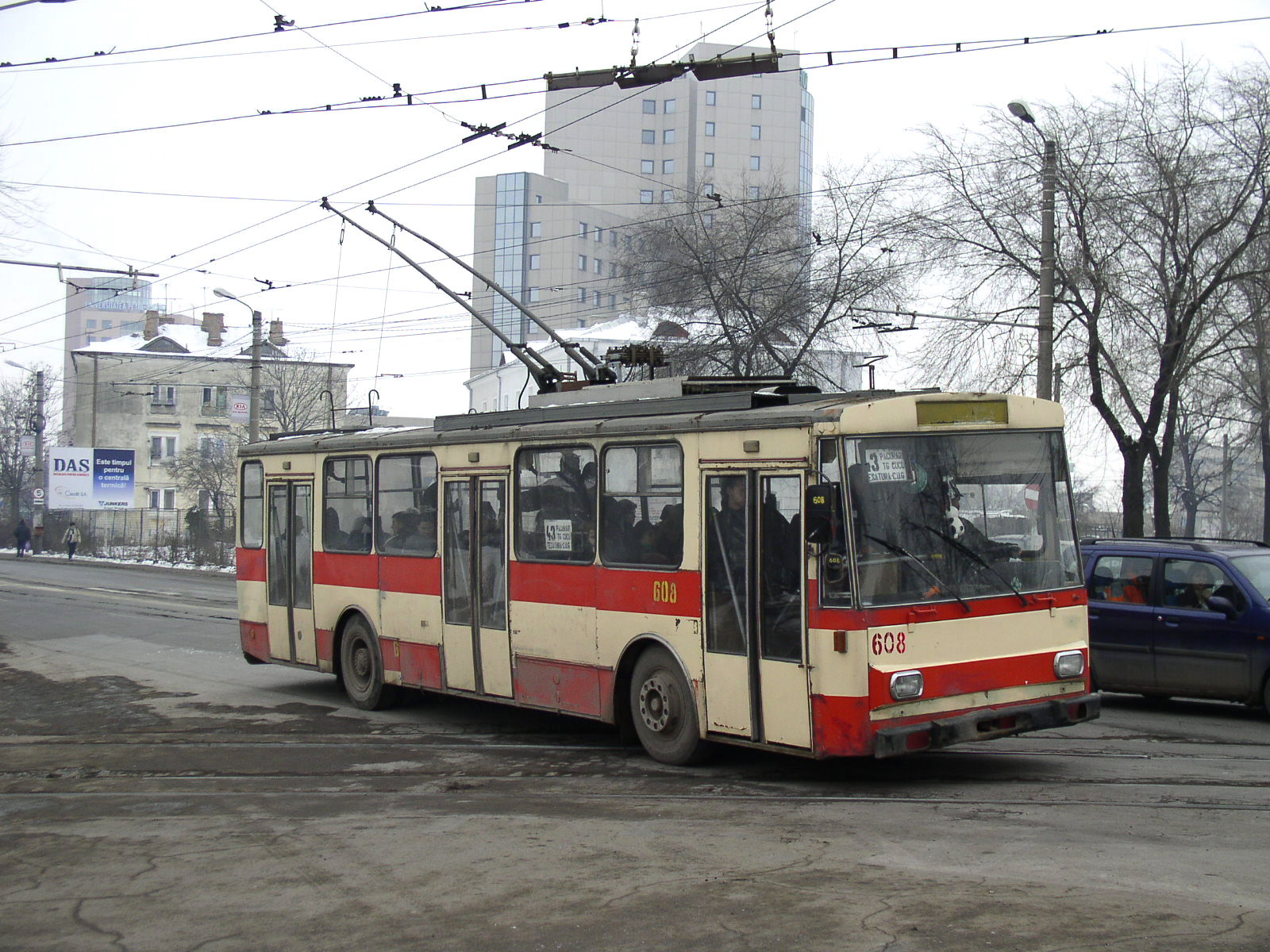
Troleibuz Škoda 14Tr pe linia 43 în ianuarie 2006

## Reintroducere
În iunie 2020, primarul Mihai Chirica a propus reintroducerea troleibuzelor în Iași, folosind fonduri europene. Șapte trasee sunt propuse: 3 trasee noi, 3 trasee de troleibuz originale, care sunt în prezent circulate de autobuze diesel și un traseu de autobuz transformat în traseu de troleibuz.